# Malin Swedberg
Malin Swedberg (* 15. September 1968) ist eine ehemalige schwedische Fußballnationalspielerin.

## Werdegang
Swedberg begann ihre Karriere bei Djurgården IF, ehe sie zu Älvsjö AIK in die Damallsvenskan wechselte. Mit dem Klub konnte sie in den 1990er Jahren mehrere nationale Titel erringen. 1996 erhielt sie als Schwedens Fußballerin des Jahres den Diamantbollen.
Swedberg lief in 78 Länderspielen für die schwedische Frauennationalmannschaft auf und konnte dabei zehn Tore erzielen. Mit der Auswahl nahm sie an der Weltmeisterschaft 1991 teil.
Seit Beendigung ihrer aktiven Laufbahn arbeitet Swedberg als TV-Kommentatorin im schwedischen Fernsehen. Zunächst arbeitete sie für Sveriges Television, wobei sie die erste Frau war, die ein Meisterschaftsspiel im schwedischen Männerfußball kommentierte. Später kommentierte sie für Eurosport und seit 2007 für TV 4.
Swedberg ist mit dem ehemaligen Fußballspieler Hans Eskilsson verheiratet, mit dem sie zwei Kinder hat.